# طريق 70 (السعودية)
 طريق رقم 70 أو طريق العلا حائل، وهو مصنف كطريق رئيسي يبدأ الطريق من العلا متجها شرقاً قاطعاً الطريق السريع 15 حتى يصل لمدينة حائل وينتهي بتقاطعه مع الطريق السريع 65.